# The Desert Sessions
The Desert Sessions são sessões experimentais de estúdio que "não podem ser definidas". Criadas por Josh Homme, estas sessões contam com a participações de vários músicos, a maioria do cenário musical de Palm Desert e, gravadas, se transformaram em uma série de álbuns.

## História
As primeiras gravações começaram em agosto de 1997 no estúdio Rancho De La Luna no deserto de Joshua Tree quando Homme reuniu os músicos das bandas Monster Magnet, Goatsnake, earthlings?, Kyuss e Soundgarden.
O estúdio é uma casa antiga com instrumentos e equipamento de gravação antigos e raros, pertencentes a Dave Catching e Fred Drake. As músicas são escritas no próprio estúdio normalmente em poucas horas.
Apesar das músicas não terem qualquer objectivo comercial, já foram lançados seis álbuns pela Man's Ruin Records. Algumas das músicas desses álbuns foram mais tarde regravadas e incluídas nos álbuns das bandas dos músicos participantes, como é o caso das músicas I Wanna Make It Wit Chu e In My Head...Or Something, ambas regravadas pela banda de Homme, Queens of the Stone Age.
Numa recente entrevista para Rockline, Homme que pretende trabalhar numa nova sessão em dezembro de 2007 e que o volume 10 será relançado como uma colectânea.

## Discografia

### Vinil Original 10"
| Título                                                                                    | Ano  | Gravadora                     |
| The Desert Sessions, Vol. 1: Instrumental Driving Music for Felons                        | 1997 | Man's Ruin                    |
| The Desert Sessions, Vol II: Status: Ships Commander Butchered                            | 1997 | Man's Ruin                    |
| The Desert Sessions, Vol III: Set Coordinates for the White Dwarf!!!                      | 1998 | Man's Ruin                    |
| The Desert Sessions, Vol. IV: Hard Walls and Little Trips                                 | 1998 | Man's Ruin                    |
| The Desert Sessions, Volume 5: Poetry for the Masses (Sea Shed Shit Head by the She Sore) | 1999 | Man's Ruin                    |
| The Desert Sessions, Vol. 6: Poetry for the Masses (Black Anvil Ego)                      | 1999 | Man's Ruin                    |
| Desert Sessions 7: Gypsy Marches                                                          | 2001 | Southern Lord/Rekords Rekords |
| Desert Sessions 8: Can You See Under My Thumb? There You Are                              | 2001 | Southern Lord/Rekords Rekords |
| Desert Sessions 9: I See You Hearin' Me                                                   | 2003 | Ipecac/Rekords Rekords        |
| Desert Sessions 10: I Heart Disco                                                         | 2003 | Ipecac/Rekords Rekords        |

### Coletâneas em CD
| Título             | Ano  | Gravadora                     |
| Volume 1, Volume 2 | 1998 | Man's Ruin                    |
| Volume III/IV      | 1998 | Man's Ruin                    |
| Volume 5/6         | 1999 | Man's Ruin                    |
| Volumes 7 & 8      | 2001 | Southern Lord/Rekords Rekords |
| Volumes 9 & 10     | 2003 | Ipecac/Rekords Rekords        |

Em abril de 2006 a gravadora Rekords Rekords, que lançou os dois últimos álbuns da Desert Sessions, disponibilizou a venda em sua loja oficial uma compilação dos 6 primeiros volumes das Sessions, que anteriormente foram lançados pela gravadora Man's Ruin.

## Integrantes e Ex-Integrantes
| Membro            | Bandas | 1 & 2 | 3 & 4 | 5 & 6 | 7 & 8 | 9 & 10 |
| ----------------- | --- | ----- | ----- | ----- | ----- | ------ |
| Josh Homme        | Queens of the Stone Age, Kyuss, Eagles of Death Metal, Them Crooked Vultures                                  |       |       |       |       |        |
| Alfredo Hernández | Kyuss, Queens of the Stone Age, Orquesta del Desierto, Yawning Man                                            |       |       |       |       |        |
| Dave Catching     | Queens of the Stone Age, earthlings?, Mondo Generator, Eagles of Death Metal, Yellow #5, Goon Moon, Peaches   |       |       |       |       |        |
| Fred Drake        | earthlings?, Ministry of Fools                                                                                |       |       |       |       |        |
| Brant Bjork       | Kyuss, Fu Manchu, Brant Bjork & The Bros, Mondo Generator, Yellow #5                                          |       |       |       |       |        |
| Ben Shepherd      | Soundgarden, Hater, Wellwater Conspiracy                                                                      |       |       |       |       |        |
| Pete Stahl        | Scream, Wool, Goatsnake, earthlings?, Orquesta del Desierto                                                   |       |       |       |       |        |
| John McBain       | Monster Magnet, Hater, Wellwater Conspiracy                                                                   |       |       |       |       |        |
| Jesse Hughes      | Eagles of Death Metal                                                                                         |       |       |       |       |        |
| Craig Armstrong   | |       |       |       |       |        |
| Nick Oliveri      | Kyuss, Queens of the Stone Age, The Dwarves, Mondo Generator, Masters of Reality                              |       |       |       |       |        |
| Mario Lalli       | Fatso Jetson, Yawning Man                                                                                     |       |       |       |       |        |
| Larry Lalli       | Fatso Jetson                                                                                                  |       |       |       |       |        |
| T. Fresh          | |       |       |       |       |        |
| Blag Dahlia       | The Dwarves                                                                                                   |       |       |       |       |        |
| Gene Trautmann    | Queens of the Stone Age, Eagles of Death Metal                                                                |       |       |       |       |        |
| Adam Maples       | earthlings?                                                                                                   |       |       |       |       |        |
| Teddy Quinn       | Dig Your Own Cactus, Ministry of Fools                                                                        |       |       |       |       |        |
| Tony Mason        | Dig Your Own Cactus                                                                                           |       |       |       |       |        |
| Barrett Martin    | Screaming Trees, Mad Season, Queens of the Stone Age                                                          |       |       |       |       |        |
| Alain Johannes    | Eleven, Chris Cornell, Queens of the Stone Age                                                                |       |       |       |       |        |
| Natasha Shneider  | Eleven, Chris Cornell, Queens of the Stone Age                                                                |       |       |       |       |        |
| Mark Lanegan      | Screaming Trees, Mad Season, Queens of the Stone Age, The Twilight Singers, The Gutter Twins, Isobel Campbell |       |       |       |       |        |
| Brendon McNichol  | Rattlebone, Masters of Reality, Queens of the Stone Age                                                       |       |       |       |       |        |
| Samantha Maloney  | Hole, Mötley Crüe, Eagles of Death Metal, Peaches                                                             |       |       |       |       |        |
| Nick Eldorado     | Like Hell |       |       |       |       |        |
| Chris Goss        | Masters of Reality, Goon Moon                                                                                 |       |       |       |       |        |
| Dean Ween         | Ween, Moistboyz                                                                                               |       |       |       |       |        |
| Josh Freese       | The Vandals, Devo, A Perfect Circle, Nine Inch Nails                                                          |       |       |       |       |        |
| Jeordie White     | Nine Inch Nails, Goon Moon, A Perfect Circle, Marilyn Manson                                                  |       |       |       |       |        |
| Joey Castillo     | Zilch, Wasted Youth, Danzig, Goatsnake, Sugartooth, Queens of the Stone Age                                   |       |       |       |       |        |
| Brian O'Connor    | Eagles of Death Metal                                                                                         |       |       |       |       |        |
| Troy Van Leeuwen  | Failure, A Perfect Circle, Enemy, Queens of the Stone Age                                                     |       |       |       |       |        |
| PJ Harvey         | |       |       |       |       |        |